# Garhwal

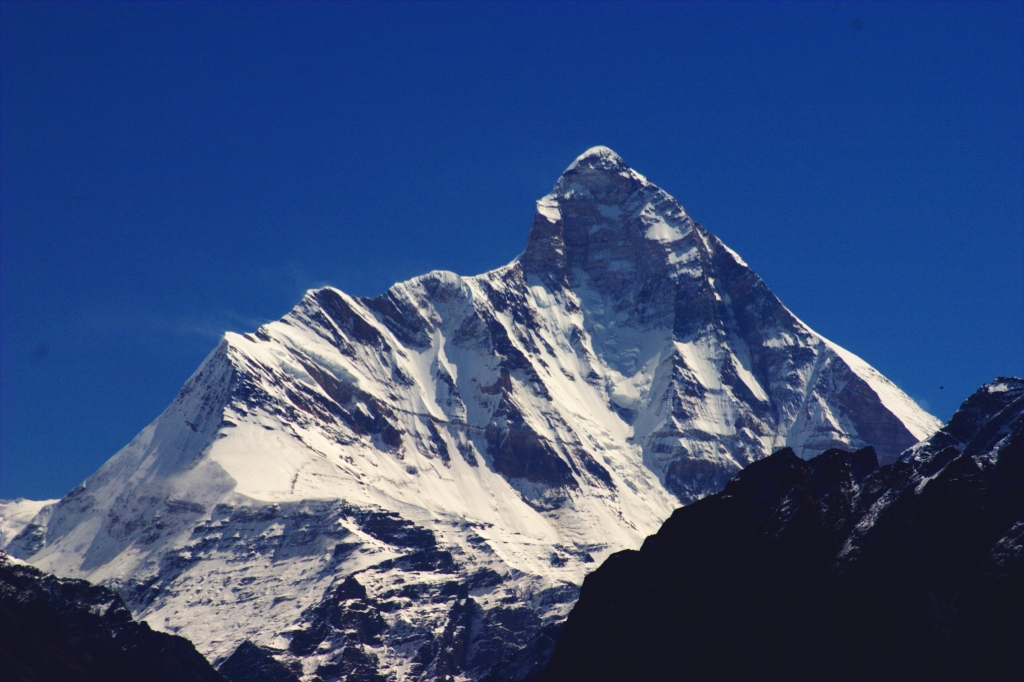
Nanda Devi, der zweithöchste Berg Indiens

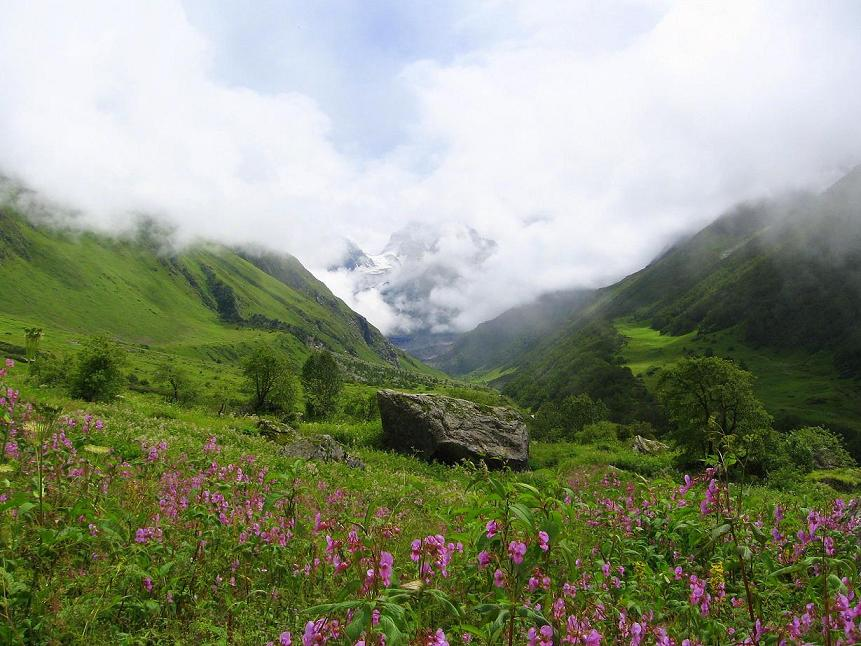
Valley of Flowers-Nationalpark, UNESCO-Welterbe

Garhwal (Hindi: गढ़वाल, früher anglisiert Gurwal) ist eine Bergregion im indischen Bundesstaat Uttarakhand. Man glaubt, Garhwal habe seinen Namen von 52 kleinen Fürstentümern, von denen jedes seine eigene Festung (garh) hatte.

## Lage und Verwaltung
Garhwal nimmt den westlichen Teil des im Himalaya gelegenen Bundesstaates Uttarakhand ein und grenzt im Norden an Tibet, im Osten an die Kumaon-Region, im Süden an Uttar Pradesh und im Westen an Himachal Pradesh. Verwaltungsmäßig bildet Garhwal eine von zwei Divisionen Uttarakhands und ist in die Distrikte Chamoli, Dehradun, Haridwar, Pauri Garhwal, Rudraprayag, Tehri Garhwal und Uttarkashi unterteilt. Der Verwaltungssitz der Division Garhwal ist Pauri, die größte Stadt ist Dehradun.

## Geographie
Die Region besteht nahezu vollständig aus in alle Richtungen verlaufende schroffe Bergketten, getrennt durch enge Täler und – in einigen Fällen – tiefe Schluchten. Die einzige Ebene ist ein schmaler Streifen wasserlosen Waldes zwischen den südlichen Hängen der Hügel und den fruchtbaren „Ebenen von Rohilkhand“. Die höchsten Berge liegen im Norden, die wichtigsten sind der Nanda Devi (7816 m), der Kamet (7756 m), der Chaukhamba (7138 m), der Trishul (7120 m), der Dunagiri (7066 m) und der Kedarnath (6831 m). Die Flüsse Tons, ein Nebenfluss der Yamuna, und Alaknanda, ein linker Quellfluss des Ganges, entwässern mit ihren Nebenflüssen die gesamte Region. Bei Devprayag vereinigt sich der Alaknanda mit der um knapp ein Drittel kleineren, aber längeren Bhagirathi zum Ganges. Landwirtschaft ist hauptsächlich auf die unmittelbare Nähe der Flüsse beschränkt, wo Bewässerung möglich ist.

## Geschichte

Flagge von Tehri Garhwal

Vor beinahe 500 Jahren brachte Ajai Pal die kleineren Fürstentümer der Gegend unter seine Herrschaft und gründete das „Königreich Garhwal“. Er und seine Nachfolger regierten Garhwal und den Nachbarstaat Tehri-Garhwal in ununterbrochener Linie bis 1803, als nepalesische Gurkhas in Kumaon und Garhwal eindrangen und den Garhwal-Herrscher in die Ebene abdrängten. Die Gurkhas regierten das Land zwölf Jahre mit eiserner Hand, bis eine Reihe von Einfällen aus britischem Territorium im Jahr 1814 zum Gurkha-Krieg führte. Danach wurden Garhwal und Kumaon in britische Distrikte umgewandelt, während das „Tehri-Fürstentum“ wiederhergestellt und einem Sohn des früheren Herrschers vermacht wurde. Der britische Distrikt Garhwal gehörte zur Kumaon Division der United Provinces of Agra and Oudh und hatte eine Fläche von 14.580 km². Nach der Annexion wuchs Garhwal schnell; im Jahr 1901 zählte es bereits an die 430.900 Einwohner. Zwei Bataillone der Indischen Armee (39th Garhwal Rifles) wurden in dem Distrikt rekrutiert. Getreide und Kleidung wurden exportiert und Salz, Borax, Lebensmittel und Wolle importiert. Der Handel mit Tibet war beachtlich. Das Verwaltungszentrum war der Ort Pauri, die größte Stadt Srinagar.

## Sprache
Die Garhwali-Sprache (गढ़वाली भाषा (Devanagari)) ist eine zentrale Pahari-Sprache und gehört zur nördlichen Zone der Indoarischen Sprachen. Garhwali ist eine der 325 anerkannten Sprachen Indiens und wird von knapp 2,5 Millionen Menschen in den Distrikten Tehri Garhwal, Pauri Garhwal, Uttarkashi, Chamoli, Dehradun, Haridwar  und Rudraprayag von Uttarakhand gesprochen. Garhwali wird auch in anderen Teilen Indiens gesprochen wie in Himachal Pradesh, Delhi, Haryana, Punjab, Uttar Pradesh und Bihar. Die UNESCO stuft Garhwali als Sprache mit unsicherem Bestand ein und hält beständige Anstrengungen zum Erhalt für nötig. (UNESCO Status englisch vulnerable)

## Bevölkerung
Die Bewohner Garhwals heißen Garhwali, ebenso wie deren Sprache. Die Mehrheit lebt von Landwirtschaft und Tourismus. Mangels Infrastruktur und Beschäftigungsmöglichkeiten gibt es beständige Flucht in städtische Regionen. Garhwal ist hauptsächlich bergig, so dass Industrie sich nicht ansiedelt. Weiterhin fehlt es an Fruchtbarkeit in dieser Region. Grundlegende Probleme sind Analphabetismus, Armut und Engpässe in der medizinischen Versorgung. Dörfer in Garhwali schließen sich häufig zu Gruppen zusammen, so genannten „Patti“.